# Barbilhão-de-gola-branca
O Barbilhão-de-gola-branca (Vanellus albiceps) é uma ave africana da família dos Charadriidae. Tais aves se assemelham ao barbilhão-amarelo, contudo, possuem o alto da cabeça e garganta totalmente brancos.